# Grégoire Aslan
Grégoire Aslan, född Krikor Kaloust Aslanian 28 mars 1908 i Konstantinopel, Osmanska riket, död 11 november 1982 i Breage, Cornwall, var en schweizisk-armenisk skådespelare och musiker.

## Rollista i urval
- 1953 – Allt kan hända i Paris
- 1953 – Möte med kärleken
- 1955 – Herr Satan själv
- 1959 – Vår man i Havanna
- 1960 – Gullivers resor
- 1961 – Djävulen kommer kl 4
- 1961 – Tjuvar i farten
- 1963 – Cleopatra
- 1964 – Crooks in Cloisters
- 1964 – Den gula Rolls-Roycen
- 1964 – Hetsjakt i sol
- 1965 – Mord, madame...?
- 1969 – Tolv plus en
- 1973 – Sinbads fantastiska resa
- 1974 – Tjejen från Petrovka
- 1975 – Den Rosa Pantern kommer tillbaka